# Нижняя Тюльма
Ни́жняя Тюльма́ (баш. Түбәнге Төлмәй) — деревня в Белорецком районе Башкортостана России, относится к Инзерскому сельсовету.

## Население
| 2002 | 2009 | 2010 |
| ---- | ---- | ---- |
| 71   | ↗72  | ↘65  |

Согласно переписи 2002 года, преобладающая национальность — русские (100 %)..

## Географическое положение
Находится на правом берегу реки Инзер.
Расстояние до:
- районного центра (Белорецк): 119 км,
- центра сельсовета (Инзер): 19 км,
- ближайшей ж.-д. станции (Нижняя Тюльма): 0 км.

## История
Название происходит от башк. «түбәнге» — нижний и названия реки Тюльма (башк. Төлмәй).